# Centrumpartij van Finland

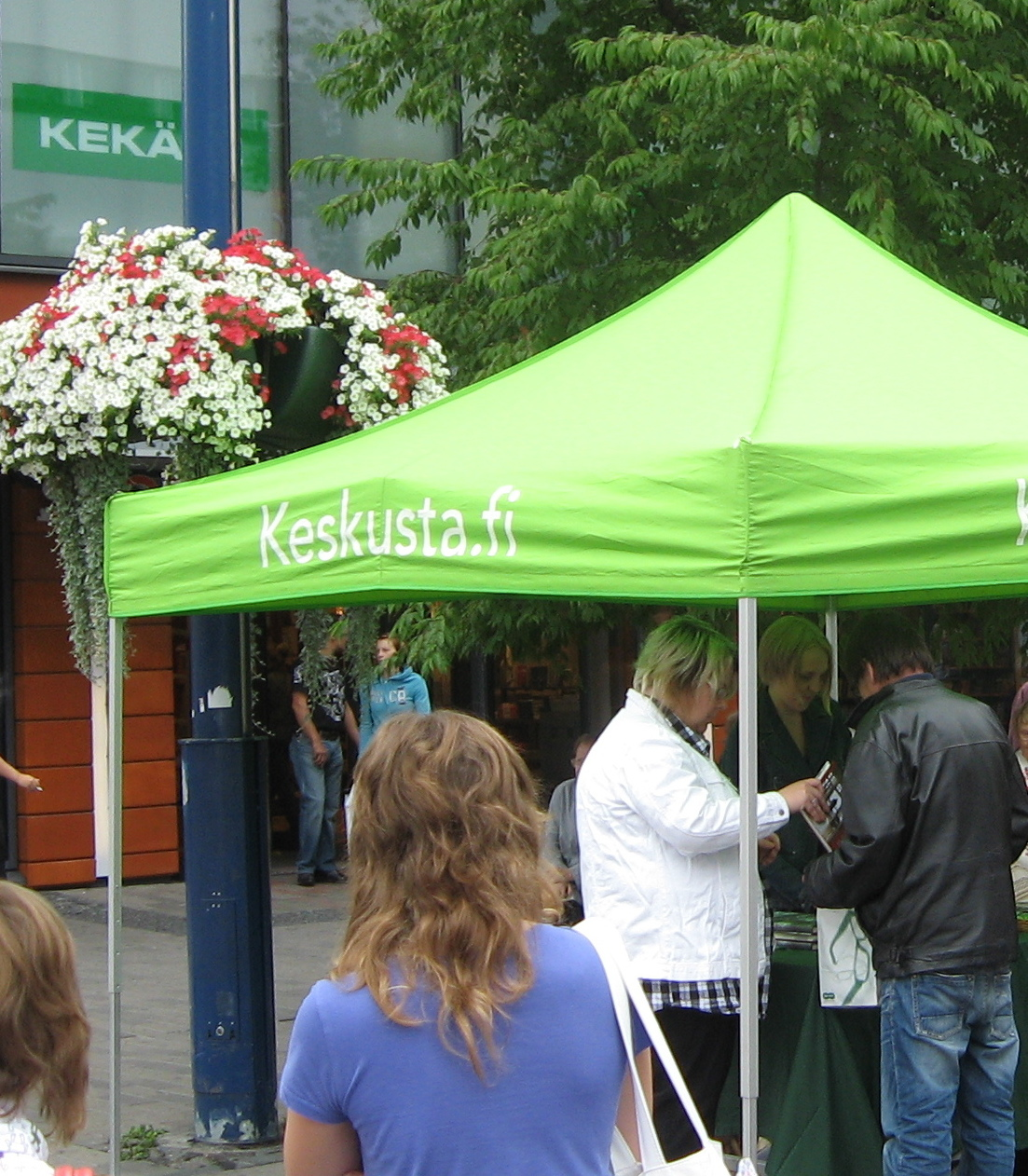
Campagnestalletje van de partij.

De stemmen voor Keskusta bij de verkiezingen van 2011 op kaart. Hoe donkerder de groene kleur, hoe groter de aanhang van de partij.

De Suomen Keskusta (Kesk.) (Zweeds: Centern i Finland; Nederlands: Fins Centrum of Centrumpartij van Finland) is naast de Nationale Coalitiepartij en Sociaaldemocratische Partij een van de drie grote Finse politieke partijen. De partij wordt gerekend tot de Noords-agrarische partijen die ook in andere Noordse landen voorkomen.

## Geschiedenis
In het Finland van het eerste decennium van de 20ste eeuw is twee derde van de bevolking actief in de landbouw: een veel groter aandeel dan in andere Noordse landen als Zweden of Noorwegen. In 1906 ontstaat de Finse Agrarische Liga (Fins: Maalaisliito) uit afscheuringen van twee 19de-eeuwse nationalistische groeperingen (de Oude en de Jonge Finnen). De Finse agrarische partij steunt hoofdzakelijk op onafhankelijke boeren in de noordwestelijke en noordoostelijke regio’s van het land.
De Agrarische Liga speelt tussen 1917 en 1919 een belangrijke rol in de staatsopbouw van Finland en is ook de motor achter een landhervorming in de jaren 1920. Dat alles leidt tot successen voor de partij: tussen 1919 en 1962 haalt de Liga gemiddeld 22,9% bij verkiezingen en nooit minder dan 20%. Behalve enkele periodes in de jaren 1920 is de Agrarische Liga een regeringspartij tot het uitbreken van de Tweede Wereldoorlog.
Na de Tweede Wereldoorlog krijgen alle Noords-agrarische partijen te maken met een dalend electoraal potentieel. Voor Finland ligt dat niet anders: in 1960 is nog een op drie Finnen actief in de landbouw, tien jaar later werken nog slechts een op vijf Finnen in de primaire sector. De partij zal zich moeten verruimen; illustratie daarvan is de naamswijziging die in 1965. Voortaan heet de partij Centrumpartij. Later, in 1988, wordt de naam gewijzigd tot Suomen Keskusta of Fins Centrum. Stilaan gaat de partij ook aanhang verwerven in het stedelijke zuiden van Finland. Samengaan met de Liberale Volkspartij (1982) moet die stedelijke aanhang versterken. Een jaar later al loopt de samensmelting op een sisser uit: beide partijen gaan weer uit elkaar. Aan het begin van de jaren 1990 zal het Finse Centrum ook kunnen terugvallen op een meerderheid niet-landbouwers onder haar electoraat.
In de jaren 60, 70 en 80 zijn vreedzame betrekkingen met het machtige buurland, de Sovjet-Unie, een van de speerpunten van de partij.
Na het premierschap van Esko Aho in de vroege jaren 1990, wordt de partij tussen 1995 en 2003 naar de oppositiebanken verwezen. Anneli Tuulikki Jäätteenmäki, die in de voornoemde periode oppositie voert, wordt in 2003 kortstondig premier. Ze wordt opgevolgd door Matti Vanhanen die in de late jaren 2000 betrokken raakt in een schandaal rond de partijfinanciën van zijn partij. Mari Kiviniemi neemt het roer van de partij over en wordt tevens premier. Het Fins Centrum moet in 2011 een zware nederlaag incasseren. Het Centrum verliest 16 zetels en wordt slechts de op drie na grootste partij: het slechtste resultaat sinds 1917.
Gedurende de 20ste eeuw is de Centrumpartij een van Finlands belangrijkste regeringspartijen geweest. De partij heeft twaalf regeringsleiders en drie presidenten geleverd.

## Ideologie
De Finse Centrumpartij is internationaal geaffilieerd aan de Liberal International (LI) en Renew Europe. Desalniettemin positioneert de partij zich op nationaal vlak niet echt als een liberale partij. De partij is grote voorstander van decentralisatie. Net als anders Noords-agrarische partijen is de Finse Centrumpartij ontstaan ter verdediging van de landbouwbelangen. De partij heeft nog steeds haar grootste aanhang op het platteland, waar ze vaak de meerderheid uitmaakt in de lokale raden.

## Partijvoorzitters
- Johannes Virolainen (1965-1980)
- Paavo Väyrynen (1980-1990)
- Esko Aho (1990-2002)
- Anneli Jäätteenmäki (2002-2003)
- Matti Vanhanen (2003-2010)
- Mari Kiviniemi 2010-2012
- Juha Sipilä (sinds 2012)

## Partijprominenten
- Urho Kekkonen (president van Finland 1956-1982)
- Olli Rehn (Eurocommissaris)
- Martti Miettunen (premier, rechterhand van Kekkonen)
- Ahti Karjalainen (premier)
- Eino Uusitalo (premier)
- Esko Tapani Aho (premier)